# Plegadis ridgwayi
El ibis de la puna (Plegadis ridgwayi), también conocido como morito de la puna, cuervillo puneño, cuervo de pantano de la puna, yanavico o kaliwayra (aimara, ortografía incierta) es una especie de ave pelecaniforme de la familia Threskiornithidae propia de los humedales de Sudamérica (es posible encontrarla incluso en el lago Titicaca); habita varias zonas de Perú, Chile, Bolivia y Argentina. Ha sido domesticado por los Urus para el aprovechamiento de su carne y sus huevos.

## Taxonomía
Fue descrito en 1876 por el ornitólogo estadounidense Joel Asaph Allen que le puso el nombre en honor del también ornitólogo estadounidense Robert Ridgway. No se reconocen subespecies.

## Descripción
El ibis de la Puna es un ibis de mediano tamaño (45 a 60 cm) que tiene un plumaje que puede variar entre pardo oscuro y negro con brillo tornasolado verde y púrpura. En la cabeza y cuello luce plumas alargadas que en situaciones normales, presenta finas líneas blanquecinas entremezcladas y en plumaje reproductivo son de color completamente oscuro. Las plumas de las alas, la parte posterior de la espalda y la cola son de color verde broncíneo con toques metalizados. Los ejemplares jóvenes son negruzcos con menos brillo metálico y de cabeza y cuello pardos o rayados finamente con blanquecino. Presenta una zona de piel desnuda sin emplumar entre el ojo y la base del pico. El pico curvo es pardo hasta rojizo, las patas son negruzcas y el ojo tiene color rojo (Koepcke y Koepcke 1963, Gonzales 1998).[cita requerida]

## Distribución y hábitat
Es una especie gregaria que vive en las altitudes de la Cordillera de los Andes en una zona paralela a la costa del Pacífico de América del Sur. Realiza migraciones altitudinales desde los Andes hacia la costa.  
Especie característica de la región altoandina (3100-4800 m) aunque suele bajar hasta la costa peruana de mayo a septiembre. Habita áreas pantanosas, humedales, marismas, praderas, pastizales y orillas de lagunas y ríos.[cita requerida]

## Comportamiento
Es un ave muy sociable que llega a formar bandadas de cientos de ejemplares cuando se alimenta, aunque suele ser más habitual encontrarlo en pequeños grupos. Recorren distancias relativamente largas para encontrar comida. Vuelan con el cuello y las patas extendidas en una formación en V. 
Es típico verlo caminar lentamente cabeza abajo sondeando con el pico el lodo y el suelo buscando alimento. Su dieta consiste en pequeños animales como artrópodos, crustáceos, caracoles, gusanos, larvas e insectos. También come peces, pequeños reptiles y anfibios. [cita requerida]
La época de reproducción varía según la zona y se reproducen una vez por año. Nidifica en colonias que proporcionan seguridad y protección contra los depredadores, a menudo, mezclándose con otras especies de aves. Construye su nido escondido en juncales o en ramas sobre el agua, y consiste en una plataforma de juncos y materia vegetal. Normalmente, reutiliza los nidos de un año para otro. Pone 2 o 3 huevos de color turquesa que son incubados durante 20 días aproximadamente por ambos padres que se turnan para realizar estas tareas. El nido y los polluelos serán defendidos ferozmente por los padres contra cualquier intruso.  [cita requerida]

## Conservación
Está catalogada por la UICN como preocupación menor debido a que es común en su área de distribución y esta es bastante grande. Es una especie muy sensible a los cambios y la calidad de su hábitat y se encuentra amenazada por la contaminación, el cambio climático y la sobreexplotación humana de sus hábitats. Su población mundial está estimada entre 6.700 y 10 000 individuos aunque tiene tendencia decreciente debido a los peligros mencionados.

## Galería

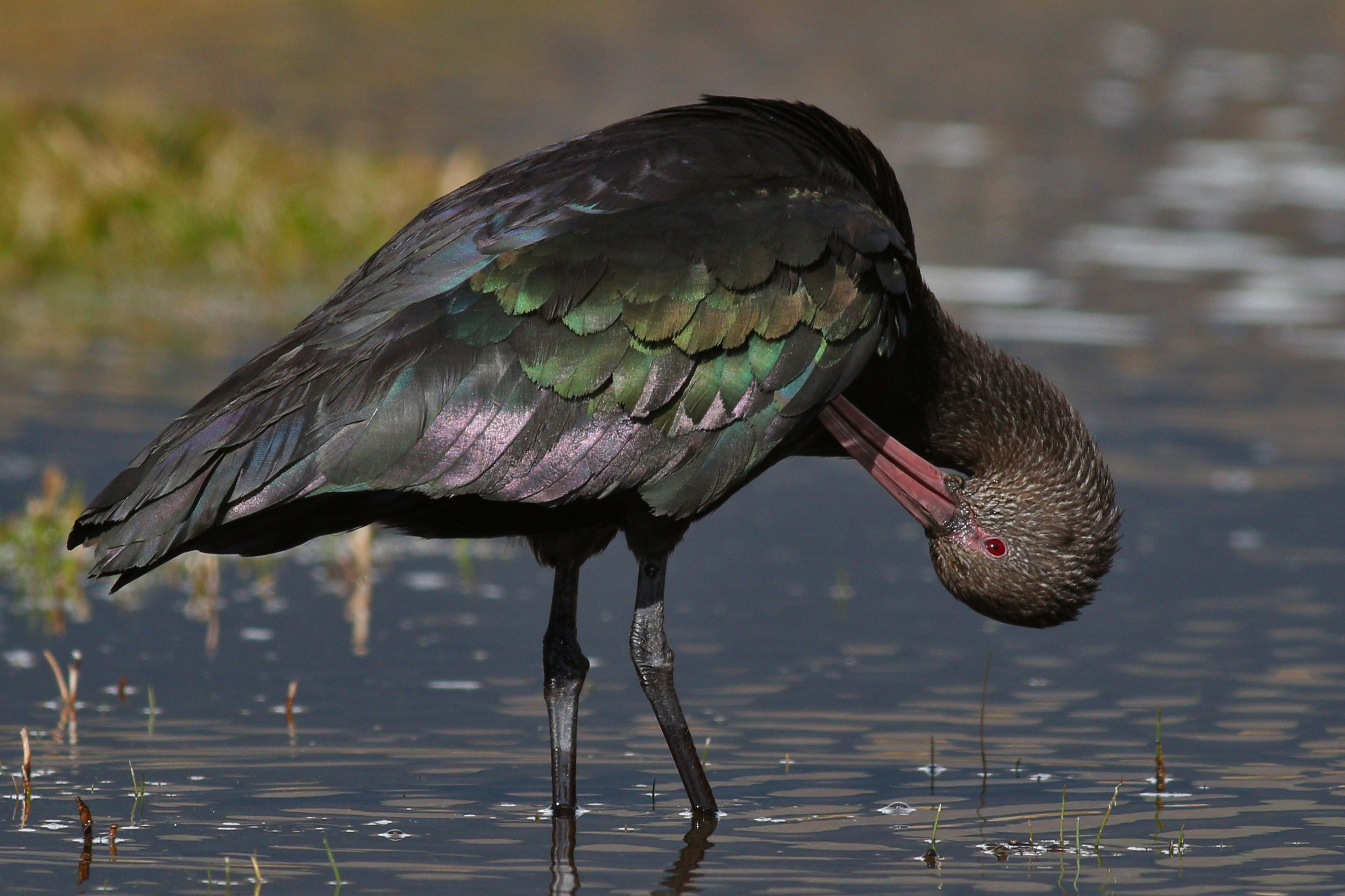
Perú
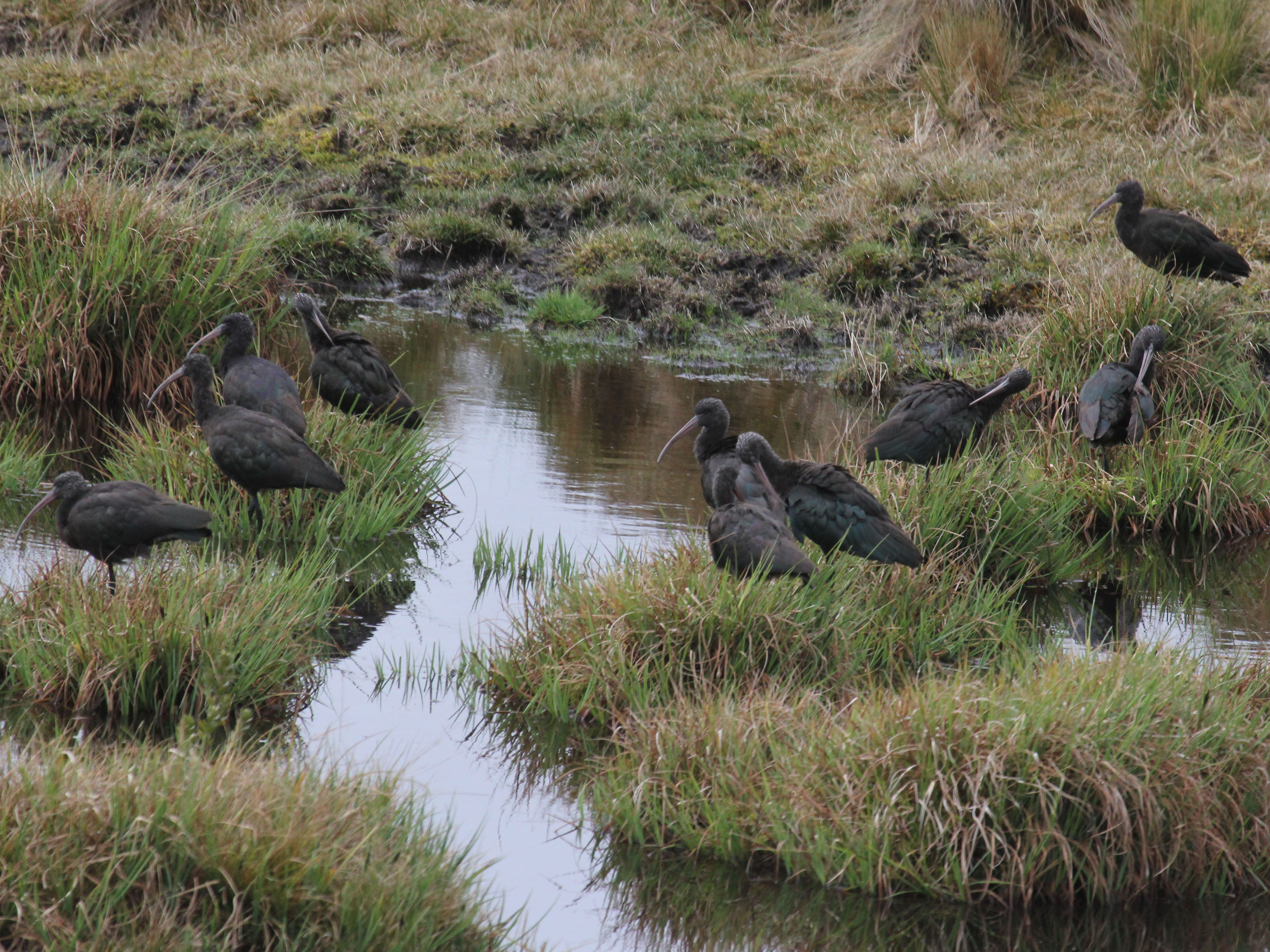
Andes de Perú